# Katarzyna Raduszyńska
Katarzyna Raduszyńska (ur. 7 marca 1977 w Świebodzicach)
– absolwentka Wydziału Aktorskiego PWST we Wrocławiu (2000), oraz Wydziału Reżyserii Akademii Teatralnej w Warszawie (2008).

## Zrealizowane przedstawienia
- "Arabska Noc" Rolanda Schimmelpfenniga, Teatr Montownia w Warszawie, premiera 02.02.2007
- "Pokojówki" Geneta, Teatr im. Jaracza w Olsztynie, premiera 24.02.2007,
- "Wesela w domu" według Hrabala, Teatr Powszechny w Łodzi, premiera 06.10.2007
- "Intryga i miłość" Friedricha Schillera, Teatr Jeleniogórski im. C. K. Norwida, premiera 07.11.2008
- "Wesele Figara" Beaumarchaius, Nowy Teatr w Słupsku, premiera 30.04.2010
- "Wesele" St. Wyspiańskiego, przedstawienie dyplomowe studentów IV roku Wydziału Aktorskiego PWST we Wrocławiu, premiera 16.10.2010
- "A, nie z Zielonego Wzgórza" na motywach powieści L. M. Montgomery, Teatr im. Szaniawskiego w Wałbrzychu, premiera 12.03.2011